# Toshiko Ishii
Toshiko Ishii (Quioto, 17 de janeiro de 1911 –  30 de julho de 2007) foi uma ceramista japonesa naturalizada brasileira.
Imigrante, chegou ao Brasil em 1931. Estabeleceu-se em Minas Gerais, na região de Brumadinho, em 1970, onde começou sua produção de cerâmica. Seu trabalho, voltado à queimas a lenha derivadas do estilo japonês de cerâmica Bizen, influenciou importantes ceramistas brasileiras, como Adel Souki, Erli Fantini e Inês Antonini.

## Videografia
- Burajiru no Tochi ni Ikite [Viver nesta terra brasileira]. Jun Okamura. s/d.
- Toshiko Ishii. Belo Horizonte: C/Arte Projetos Culturais e Produtora Imago, 2006.